# Mohamed Khouna Ould Haidalla

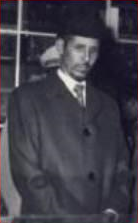

Mohamed Khouna Ould Haidallah (em árabe: محمد خونا ولد هيداله Muḥammad Khouna Wald Haidallah) é um militar e político mauritano, ex-primeiro-ministro e chefe de Estado.
De 31 de maio de 1979 a 12 de dezembro de 1980, atuou como primeiro-ministro, sucedendo ao tenente-coronel Ahmed Ould Bouceif, antes de assumir a presidência do Conselho Militar de Salvação Nacional (Chefe de Estado) em 4 de janeiro de 1980. Foi deposto por Maaouiya Ould Sid'Ahmed Taya, seu ex-primeiro-ministro, em 12 de dezembro de 1984.
Candidato na eleição presidencial de 2007, obteve 1,73% dos votos no primeiro turno e anunciou seu apoio a Sidi Ould Cheikh Abdallahi no segundo turno. Após a eleição deste último e o golpe de Estado que o derrubou em agosto de 2008, apoiou o general Mohamed Ould Abdel Aziz, o novo chefe de Estado.